# قوتورلار (خداآفرین)
قوتورلار یکی از روستاهای استان آذربایجان شرقی است که در دهستان بسطاملو بخش مرکزی شهرستان خداآفرین واقع شده‌است.